# دراغومير يوفانوفيتش
دراغومير يوفانوفيتش هو سياسي صربي، ولد في 27 يوليو 1902 في بوزرفاك (صربيا) في صربيا، وتوفي في 17 يوليو 1946 في بلغراد في صربيا بسبب شنق. انتخب عمدة بلغراد ‏.